# سيئون
مدينة سيئون مركز مديريات الوادي والصحراء بحضرموت ومركز مديرية سيئون. تقع في منتصف وادي حضرموت على بعد 360 كيلو متر تقريباً عن عاصمة المحافظة ومركزها مدينة المكلا عبر الطريق الغربي. تقع في الجانب الغربي للوادي، وتبعد عن مدينة شبام (12 ميلاً)، وتبعد عن مدينة تريم (22 ميلاً).
تعود تسمية مدينة سيئون إلى امرأة اسمها سيئون كانت تملك استراحة ومقهى تستقبل بهما المسافرين، بعد ذلك سميت المنطقة باسمها تكريما لها. أصبحت مدينة سيئون من أكبر مناطق حضرموت الداخل وتتمتع بوسائل ترفيه كثيرة أيضا يوجد بها سوق كبير يفد إليها الناس من الخارج أبرز القرى المجاورة لها: مريمة -حوطة سلطانة - الغرفة - مدودة والأربعةالعروض - تاربة .
يوجد بها مطار دولي يسمى مطار سيئون حضرموت الدولي، كما يوجد في سيئون أكبر قصر بني من الطين والحجارة وهو قصر سيئون (الكثيري) الذي بني قبل أكثر من 100 عام.

## الجغرافيا
تبلغ مساحة مديرية سيئون حوالي (804) كيلو متر مربع وتقع المديرية في الجزء الأوسط من محافظة حضرموت ووادي حضرموت على خط طول 48.46 درجة شرق غرينتش وخط عرض 15.57 درجة شمال خط الاستواء ويحدها من الجنوب هضبة وادي حضرموت الجنوبية ومن الشمال القف وهضبة وادي حضرموت الشمالية ومن الشرق مديريتي ساه وتريم ومن الغرب مديرية شبام. وتبعد مديرية سيئون عن عاصمة المحافظة المكلا بـ 320 كيلومتر.
وبالحديث عن التضاريس فإنه المديرية تتكون من سطح سهلي منبسط نسبيا ويشكل جزء من وادي حضرموت وتحيط بها سلاسل جبلية من الجهتين الشمالية والجنوبية والتي تؤدي إلى الهضبتين الشمالية والجنوبية، كما تخترق وتتخلل هذه السلاسل الجبلية عدد من الأودية الفرعية لوادي حضرموت أهمها في الجهة الجنوبية وادي شحوح وجثمه ووادي بن سلمان بتاربة وفي الجهة الشمالية وادي مدر ببور.

## السكان
يقدر عدد سكان المديرية بـ (111728) نسمة وفقاً للإسقاطات السكانية لعام 2004م على أساس معدل النمو السنوي للسكان 4.33% لمحافظة حضرموت وتصل الكثافة السكانية بحوالي 139 نسمة/ كيلو متر مربع، وتتركز التجمعات السكنية في المدينة وضواحيها ومناطق تاربة وتريس والغرفة ووبور ومدوده ويشكل سكان المناطق الحضرية نسبة (47,4)% والمناطق الريفية (52,6%). وعموماً يشكل سكان المديرية نسبة 10,9% من إجمالي سكان المحافظة و14.3% من سكان الوادي والصحراء.

## المناخ
كما أن المناخ مداري يتسم بارتفاع درجة الحرارة صيفاً (26- 42 درجة مئوية) ومعتدل شتاءً (6 – 28 درجة مئوية). والأمطار فيها نادرة وتهطل عادةً ابتداءً من منتصف فصل الربيع حتى فصل الخريف.

## التاريخوالسلطنة الكثيرية
ربما أن أقدم ذكر لمدينة سيئون هو ما جـاء فـي مطلع القرن الرابع الميلادي حيث يذكر لنا النقش الموسوم بـ (Ir. 37)، الذي يعود إلى عهد الملك «ذمار على يهبر ملك سبأ وذي ريدان وحضـرمـوت ويمنـات» الذي حكم في مطلع القرن الرابع الميلادي أن قـوات سبئيـة اجتاحـت «وادي حضرموت» وحاصرت «شبام» و«رطغتم» و«سيئون» و«مريمة» ثم «عراهل» و«تريم»، وقد هدمت ستين ألف عمود كانت تحمل العنب، ويعطينا هذا النقش معلومات هامة إذ أن مدينة سيئون قد كانت قائمة في القرن الرابع الميلادي، وكانت لها أسوار وأبراج دفاعية وهذا يجعلنا نقول إنها قد ظهرت قبل ذلك بعدة قرون، أما تهديم السبئيين لأعمدة العنب فيؤكد أن منطقة حضرموت كانت تعيش في رخاء اقتصادي لانتشار زراعة العنب في مساحات واسعة في ظل ظروف مناخية متغيرة تماماً عن ما هو سائد في ظروفنا الراهنة.
أما عن تاريخ مدينة سيئون في الفترة الإسلامية فقد ظهرت كقرية في عهد الخلفاء الراشدين، وكانت تتبع إدارياً مدينة تريم، وظل الأمر كذلك في عهد الدولة الأموية، وفي سنة (129هـ) تحولت إدارياً إلى تبعية مدينة شبام التي كانت في حينها عاصمة للأباضيين، وهكذا ظلت تارة تابعة لشبام وتارة تابعة لتريم، وكانت تقوم فيها في بعـض السنين ثورات حيث حكمها في سنـة (593 هجرية) بنو حـارثة، ولكن لم تحتل مكانتها إلا فـي سـنـة (922 هجرية) عندما أصبحت عاصمة للوادي في عهد بدر أبي طويرق (922-977 هجرية) حيث وجدت وحدة إدارية أو بمعنى آخر سلطنة امتدت من عين با معبد غرباً إلى مدينة ظفار شرقاً، وفي القرن الثاني عشر الهجري تغلبت يافع على مدن حضرموت واستولى أل كثير على سيئون وقامت فيها الدولة الكثيرية وأعلنت في (1273هـ) عاصمة الدولة الكثيرية، وكان حصنها المعروف بالحصن الدويل (قصرالكثيري) مقراً للسلطان الكثيري «غالب بن محسن الكثيري»، وبعد الاستقلال من الاستعمار البريطاني انتهت الدولة الكثيرية، وأصبحت مدينة سيئون عاصمة المديرية الجنوبية في المحافظة الخامسة حضرموت.

## العمارة

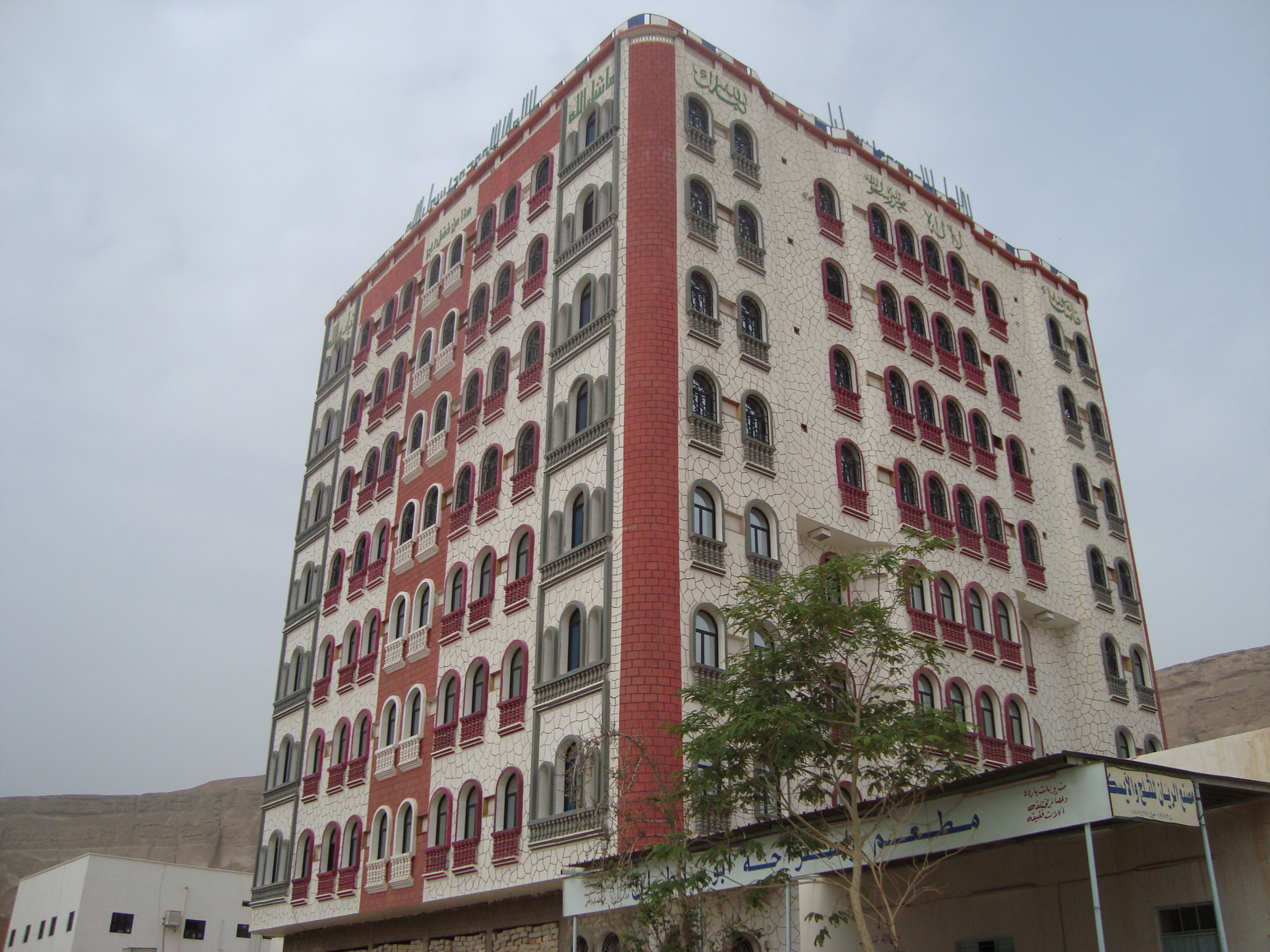
مبنى في سيئون

أما عن تطورها المعماري فهو كالتالي: كانت في القرن السابع الهجري قرية صغيرة محصورة في ناحية شهارة ـ السحيل ثم تتطورت بعد ذلك لتشمل مبانٍ أخرى، وقد أقيم حولها سور في عهد السلطان بدر أبي طويرق في سنة (922هـ)، وقد ظل هذا السور إلى سنة (1347 هـجرية).
أما بالنسبة للمباني فقد كانت في القرن السابع الهجري محصورة في شهارة ـ السحيل حـتى القرن الثامن الهجري، وقد خطت مقبرة المدينة في القرن السابع خارج المدينة في الناحية الشرقية، وجـاء «طه بن عمر» واقتطع أرضاً بعيدة عن المدينة وأسس فيها مسجداً (مسجد طه) وكان لا يوجد أي أثر للعمران، ثم اقتطع الأرض إلى (جثمة) مما يدل على أنه لا توجد أية مبانٍ حتى جثمة، وكان العمران محصوراً في شهارة ـ السيل ثم في الوسط (ساحة حنبل)، أما في القرن العاشر الهجري فقد تطورت المدينة على إثر اتخاذها عاصمة للسلطنة الكثيرية في عهد بدر أبي طويرق (922-977هـ) وفي سنة (1120هـ) اختط عـلي بن عبد الله السقاف قطعة أرض في الناحية القبلية وبنى بها مسجداً وكانت أرضاً صحراء، وكان جامع المدينة في القرن العاشر الهجري هو مسجد (عبد الله باكثير) لا تـزيـد مساحته عن (50×60 قدماً)، وتطورت العمران في سنة (1310هـ)، وعندما اختط أبوبكر بن سالم الصبان قطعة أرض صحراوية في وادي جثمة وبنى بها مسجداً، وكان آخر بيت هو بيته في اتجاه وادي جثمة واختط هادي بن حسن السقاف داره والزاوية في سنة (1327هـ)، وبنى جامع سيئون في القرن التاسع الهجري عقب تطور المدينة ليستوعب ذلك التطور، وفي القرن الرابع عشر أعيد بناء مسجد طه كجامع لصلاة الجمعة وأصبحت في سيئون أربعة مساجد تؤدى فيها الجمعة هي:
مسجد الجامع مسجد طه مسجد القرن مسجد باسالم.
وأقدمها مسجد الجامع بسيؤن وكان المسجد الوحيد تقام فيه صلاه الجمعة،

## معالم المدينة
توجد في سيئون العديد من المعالم قديمة، أبرزها الآتي:

### قصر متحف سيئون
يقع الحصن الدويل القصر الكثيري وسط مدينة سيئون تقريباً، وهو من أبرز معالم المدينة وحضرموت قاطبة، ويعتبر واحداً من أروع التحف المعمارية الطينية.
أقيم هذا القصر على ربوة ترتفع عن مستوى سطح الأرض المجاورة قرابة (35 متراً) مما جعله يشرف على سوق المدينة ومركز نشاطها التجاري.
بدأ ظهور هذا الحصن كمقر للسلطان في عهد السلطان بدر بن عبد الله بن جعفر الكثيري المشهور بـ – أبي طويرق – (922-977هـ)، وذلك يعني أن هذا الحصن كان موجوداً من قبل ظهور السلطان أبي طويرق الذي اتخذ الحصن كمقر سلطاني وأضاف له مسجداً، وإلى جانب بنائه للمسجد قام بتجديد الحصن، والسلطان أبو طويرق الذي برز في فترة صراعات دامية كانت تكتنف معظم أراضي حضرموت استطاع أن يحتل معظم تلك الأراضي، ومن ضمنها الشحر.
وفي عام (1125هـ)، جدد عمر بن جعفر الكثيري عمارة الحصن، وفي عام (1272هـ) وصل غالب بن محسن الكثيري إلى سيئون واتخذها عاصمة له، واتخذ الحصن الدويل مـقـراً لحكمه وقام بتجديد عمارته وتوسعاته ثم أكمل عمارته ابنه المنصور بن غالب في حدود عام (1345هـ)، كما واصل حفيده علي بن منصور بن غالب بن محسن الكثيري طلاء الحصن بالنورة، وإضافة بعض الزيادات وتمهيد (العقر) وهي الطلعة التي تصعد إلى الحصن، وبناء السدة والغرفة الكبيرة في الواجهة وما حولها، وذلك بين عامي (1355-1357هـ)، ولا يزال على ذلك الحال حتى الآن، حيث استغل مؤخراً جزء منه كمتحف افتتح عام (1983م) وتشمل قاعاته: الآثار القديمة التي جمعت من مواقع متفرقة من وادي حضرموت إلى جانب تلك الآثار التي استخرجت من حفريات موقع ريبون، وهناك قاعة خاصة بالموروث الشعبي وأخرى خاصة بالوثائق القديمة منها الخاصة بالدولة الكثيرية التي اتخذت في فترة من فتراتها المتأخرة سيئون عاصمة لها، كما خصص جزء من القصر كإدارة لفرع وزارة الثقافة، وبني في واجهة القصر الجنوبية الشرقية مسرح مفتوح في عام (1982م) يتسع لأكثر من (5000 مشاهد).

### ملعب سيئون الأولمبي
يعد ملعب سيئون الأولمبي في سيئون أحد أكبر الملاعب في اليمن وأكبرها في حضرموت ويتسع إلى أكثر من 35 ألف متفرج.

### قارة العر
وفيها حصن قديم ورد ذكره في عام (616هـ) عندما جاء ذكره لدى المؤرخين أن السلطان عبد الله بن راشد القحطاني سجن وقتل فيه، ثم جدد هذا الحصن عام (855هـ) في عهد السلطان بدر بن عبد الله بن علي الكثيري، الذي اتخذه كسجن للسلاطين.

### حصن الفلس
حصن قديم ورد ذكره في بادئ الأمر عند المؤرخين في عام (603 هـ).
ويقدر عمر هذا الحصن بـ (400) سنة وأنة بني في عهد السلطان بدر بوطويرق أو الفترة التي تلية.
ويقع على تلة في وسط حي القرن بمدينة سيئون وكان بمثابة حصن عسكري متقدم تلتقي عند أطرافه من الجنوب والشمال الغربي امتدادات سور مدينة سيئون التاريخي.

### بوابة سيئون الغربية (السدة القبلية)
البوابة الغربية بسيئون كما يطلق عليها (السدة القبلية) تعد من المواقع الأثرية والتاريخية لمدينة سيئون في محافظة حضرموت ومن البوابات الرئيسية للمدينة في عهد السلطنة الكثيرية من أصل ثلاث بوابات, والسدة القبلية الواقعة بحي السحيل شرقي مسجد الحداد بالسحيل وغربي مسجد سميح والتي كان يربط بينهما وبين بقية البوابات الثلاث للمدينة سور على مدينة سيئون بني في عصر السلطان علي بن منصور الكثيري عام 1355هـ وكان يعتبر هو المداخل الرئيسي لمدينة سيئون من الجهة الغربية .وتقع البوابة بحي السحيل احد اقدم الاحياء بمدينة سيئون والذي يعتبر احد الاحياء النادره التي حافظت على بيوتها الاثرية القديمة لحد اليوم ، رغم الزحف العمراني التي يهددها بسبب بيوتها القديمة التي تعاني من الاهمال وتهدم معظم البيوت الاثرية التي تاثرت بعوامل الزمن وغياب الترميم